# Championnat d'Afrique du Sud de football 2019-2020
Navigation
Édition précédente Édition suivante
La saison 2019-2020 du Championnat d'Afrique du Sud de football est la 24e édition du championnat de première division en Afrique du Sud. Les seize meilleurs clubs du pays sont regroupés au sein d'une poule unique, où ils s'affrontent deux fois au cours de la saison, à domicile et à l'extérieur. À l'issue du championnat, le dernier du classement est relégué tandis que l'avant-dernier dispute un barrage de promotion-relégation face aux meilleures équipes de National First Division, la deuxième division sud-africaine.

## Compétition

### Classement
Le classement est établi sur le barème de points classique (victoire à 3 points, match nul à 1, défaite à 0).
Pour départager les égalités, on tient d'abord compte de la différence de buts générale, puis du nombre de buts marqués, puis des confrontations directes.
| Rang | Équipe              | Pts | J  | G  | N  | P  | Bp | Bc | Diff |
| ---- | ------------------- | --- | -- | -- | -- | -- | -- | -- | ---- |
| 1    | Mamelodi Sundowns T | 59  | 30 | 17 | 8  | 5  | 42 | 22 | +20  |
| 2    | Kaizer Chiefs       | 57  | 30 | 17 | 6  | 7  | 48 | 27 | +21  |
| 3    | Orlando Pirates     | 52  | 30 | 14 | 10 | 6  | 40 | 29 | +11  |
| 4    | Bidvest Wits        | 52  | 30 | 14 | 10 | 6  | 33 | 22 | +11  |
| 5    | SuperSport United   | 50  | 30 | 14 | 8  | 8  | 43 | 26 | +17  |
| 6    | Cape Town City FC   | 42  | 30 | 11 | 9  | 10 | 40 | 37 | +3   |
| 7    | Maritzburg United   | 42  | 30 | 10 | 12 | 8  | 29 | 27 | +2   |
| 8    | Bloemfontein Celtic | 39  | 30 | 9  | 12 | 9  | 43 | 39 | +4   |
| 9    | Highlands Park      | 39  | 30 | 9  | 12 | 9  | 31 | 35 | -4   |
| 10   | Stellenbosch FC P   | 36  | 30 | 9  | 9  | 12 | 26 | 34 | -8   |
| 11   | Chippa United       | 34  | 30 | 8  | 10 | 12 | 28 | 36 | -8   |
| 12   | Golden Arrows       | 34  | 30 | 8  | 10 | 12 | 23 | 35 | -12  |
| 13   | AmaZulu             | 30  | 30 | 7  | 9  | 14 | 20 | 33 | -13  |
| 14   | Baroka FC           | 29  | 30 | 7  | 8  | 15 | 19 | 28 | -9   |
| 15   | Black Leopards      | 29  | 30 | 8  | 5  | 17 | 27 | 44 | -17  |
| 16   | Polokwane City FC   | 25  | 30 | 7  | 4  | 19 | 25 | 43 | -18  |

|  | Qualification pour la Ligue des champions de la CAF 2020-2021                  |
|  | Qualification pour la Coupe de la confédération 2020-2021                      |
|  | Relégation directe en deuxième division                                        |
|  | barrage de relégation                                                          |
|  | T : Tenant du titre C : Vainqueur de la Coupe d'Afrique du Sud P : Promu de D2 |

- Mamelodi Sundowns remporte également la Coupe, le finaliste Bloemfontein Celtic est de ce fait qualifié pour la Coupe de la confédération 2020-2021.

### Barrage de promotion-relégation
Black Leopards gagne contre Ajax Cape Town (2-0) et se maintient en première division.

## Bilan de la saison
| Championnat d'Afrique du Sud de football 2019-2020                        |                               |
| Champion                                                                  | Mamelodi Sundowns (10e titre) |
| Coupes et trophées                                                        |                               |
| Vainqueur de la Coupe d'Afrique du Sud 2019-2020                          | Mamelodi Sundowns             |
| Qualifications continentales                                              |                               |
| Ligue des champions de la CAF 2020-2021                                   | Mamelodi Sundowns             |
| Ligue des champions de la CAF 2020-2021                                   | Kaizer Chiefs                 |
| Coupe de la confédération 2020-2021                                       | Orlando Pirates               |
| Coupe de la confédération 2020-2021                                       | Bloemfontein Celtic           |
| Promotions et relégations                                                 |                               |
| Promus en Championnat d'Afrique du Sud de football                        | Moroka Swallows FC            |
| Relégués en Championnat d'Afrique du Sud de football de deuxième division | Polokwane City FC             |